# Trigonura crassicauda
Trigonura crassicauda is een vliesvleugelig insect uit de familie bronswespen (Chalcididae). De wetenschappelijke naam is voor het eerst geldig gepubliceerd in 1866 door Sichel.